# Ercheia fusifera
Ercheia fusifera là một loài bướm đêm trong họ Noctuidae.